# Bactrocera congener
Bactrocera congener är en tvåvingeart som beskrevs av Drew 1989. Bactrocera congener ingår i släktet Bactrocera och familjen borrflugor. Inga underarter finns listade.